# Eusterinx jakutica
Eusterinx jakutica là một loài tò vò trong họ Ichneumonidae.